# Кутка Іван
Іван Кутка — церковний діяч, просвітитель.

## Життєпис
Син суковського пароха Земплинського комітату, народився 23 лютого 1750 р.
Філософію вивчав у Кошицях, теологію — у м. Мукачеві, рукопокладений в 1775 р. 1775 р. повернувся з Кошиць у єпархію, був висвячений, наступного року був капеланом в Ужгороді, а 1777 р був писарем у єпископа, потім став професором св. обрядів у мукачівських школах, нарешті призначений дійсним каноніком до капітулу.
Викладав основи літургії в Мукачівській духовній семінарії (1777—1786); з 1777 р. секретар мукачівського єпископа Андрія Бачинського.
1808 р. вже похилого віку єписокоп Андрей (Андрій) Бачинський зажадав собі помічника в особі каноніка Івана Кутки, однодумця владики. Але угорська канцелярія постаралася, що єпископом-помічником став суперник І. Кутки, канонік Михаїл Брадач. Ображений Бачинський лишив Брадача в Пряшеві, а собі до помочі задержав І. Кутку в особі генерального вікарія.
Відразу після смерті А. Бачинського (15.12.1809) нового єпископа призначено не було. Зокрема це було тому, що імператор Наполеон наказав вивезти Папу Римського Пій VII з Риму (з 6 серпня 1809 року по 9 червня 1912 року) у Фонтенбло (біля Парижа, Франція), а тому від Риму неможливо було отримати номінацію нового єпископа для Мукачівської єпархії (JULIUS KUBINYI S. T. D, 1970). 
Правда ,як уже згадувалось, у Мукачівській єпархії був посвячений єпископ М. Брадач, якого ще за життя А. Бачинського було призначено помічником єпископа. Але це було призначення «без права успадкування». Тому в Ужгороді керівником єпархії обрали капітулярного вікарія. Таким чином вакансія на єпископський престол існувала 7 років. Історики стверджують, що причиною цього було прохання Мукачівського капітулу до короля розділити Мукачівську єпархію на 13 комітатів.
Отже, після смерті А. Бачинського Кутка Іван у 1809 році призначений капітульним вікарієм у духовних справах по Мукачівській єпархії. Був чинним суддею капітулу від 1809 до 1812 року в Ужгороді (Лучкай, 2003). При обранні І. Кутки капітулярним вікарієм виникла дивна ситуація: Кутка був лише священником, а Брадач — єпископом, то ж виходило, що єпископ підпорядкувався звичайному священнику. Це М. Брадачу важко було перенести. Але 17.10.1812 р. І. Кутка помер і Мукачівська капітула цього разу обрала капітулярним вікарієм М. Брадача (Пап, 2001).
За життя Іван Кутка склав «Буквар язика руського» (1797, перекладений 1799, 1815, 1846) (Moser, 2006) популярний серед русинів «Катехізис малий» (1801), який витримав 11 видань, останнє в 1931 (наукове видання з коментарями Іштвана Ідварі, 1997, 1998). (Поп, 201).
Цікаво, що на вершині  гірського відрога вулиці Болотної (тепер вул. Берчені) тогочасного Ужгорода (тоді ще Унгвара), що тягнеться в бік міста, колись знаходилася досить цікава місцина, яка з початку ХІХ ст. мала назву «поселення самітника» або «Сад Кутки» (Штефаньо, 2014).  У «Саду Кутки», каже Й.Кобаль, була чудова криниця. Пізніше, коли ректором семінарії став Юлій Фірцак, над джерелом, що било з-під землі, за проєктом королівського інженера Берталона Кеменя було збудовано колодязь, який так і називався — колодязь Фірцака. Між іншим, одна з вулиць, яка веде до «Саду Кутки», колись називалася Криничною.